# Miley Says Goodbye?
Miley Says Goodbye? to specjalny, dwuczęściowy odcinek serii trzeciej amerykańskiego serialu Hannah Montana. Składa się z dwóch ostatnich odcinków serii, 29. i 30. Obie części zostały wyreżyserowane przez Richa Corrella, a ich scenariusze napisali Micahel Poryes i Steven Peterman. Światowa premiera całości miała miejsce 21 grudnia 2009 na antenie greckiego ET1. Pierwsza część została premierowo wyemitowana przez Disney Channel (USA) 7 lipca 2010, a druga – 14 lipca tego samego roku. Z kolei premiera obu części w polskim oddziale stacji miała miejsce 24 lipca 2010, gromadząc 514.5 tysiąca widzów.
W odcinku Miley (Miley Cyrus) ma sen, w którym wraz ze swoim koniem, Blue Jeansem, mieszka w Tennessee. Dziewczyna pragnie znów przeprowadzić się do rodzinnego Nashville, jednak cofa swoje zdanie, gdy myśli o rozstaniu z Lilly (Emily Osment). Wkrótce Blue Jeans zostaje przetransportowany do domu Stewartów w Malibu, jednak to wciąż nie wystarcza Miley. Tymczasem Jackson kupuje sobie mieszkanie, w którym nie może wytrzymać z powodu fatalnych warunków.

## Obsada
| Postać             | Odtwórca           | Polski dubbing            | Część              |
| Główni bohaterowie | Główni bohaterowie | Główni bohaterowie        | Główni bohaterowie |
| ------------------ | ------------------ | ------------------------- | ------------------ |
| Miley Stewart      | Miley Cyrus        | Julia Hertmanowska        | 1-2                |
| Lilly Truscott     | Emily Osment       | Julia Kołakowska          | 1-2                |
| Oliver Oken        | Mitchel Musso      | Mateusz Narloch           | 1-2                |
| Jackson Stewart    | Jason Earles       | Marcin Hycnar             | 1-2                |
| Rico Suave         | Moisés Arias       | Wit Apostolakis-Gluziński | 1-2                |
| Robby Ray Stewart  | Billy Ray Cyrus    | Krzysztof Banaszyk        | 1-2                |
| Goście specjalni   |                    |                           |                    |
| David Koechner     | wujek Eryk         | Grzegorz Pawlak           | 1                  |
| Role gościnne      |                    |                           |                    |
| Jesse John Head    | Trent Stone        | Piotr Bajtlik             | 2                  |
| Role epizodyczne   |                    |                           |                    |
| Ryoji Kure         | członek zespołu    | brak                      | 2                  |
| Bay Dariz          | członek zespołu    | brak                      | 2                  |
| Michael Redfield   | członek zespołu    | brak                      | 2                  |

## Muzyka
| Utwór              | Wykonawca                    | Album            | Scena                               |
| ------------------ | ---------------------------- | ---------------- | ----------------------------------- |
| "Every Part of Me" | Hannah Montana (Miley Cyrus) | Hannah Montana 3 | życie Miley z Blue Jeansem          |
| "Mixed Up"         | Hannah Montana (Miley Cyrus) | Hannah Montana 3 | wspomnienia Mileym związane z Lilly |

## DVD
| Miley Says Goodbye? | | | |
| Informacje techniczne | Informacje techniczne | Informacje techniczne | Zawartość |
| - Liczba dysków: 1 - Proporcje obrazu: 1.33:1 (4:3) - Język: angielski (Dolby Digital) - Napisy: - francuskie - hiszpańskie - Długość: 134 minuty | - Liczba dysków: 1 - Proporcje obrazu: 1.33:1 (4:3) - Język: angielski (Dolby Digital) - Napisy: - francuskie - hiszpańskie - Długość: 134 minuty | - Liczba dysków: 1 - Proporcje obrazu: 1.33:1 (4:3) - Język: angielski (Dolby Digital) - Napisy: - francuskie - hiszpańskie - Długość: 134 minuty | - Odcinki: - "You Never Give Me My Money" - "Papa's Got a Brand New Friend" - "Promma Mia" - "He Could Be The One" (godzinny, z alternatywnym zakończeniem) - "Miley Says Goodbye? Part 1" - "Miley Says Goodbye? Part 2" - "Sister Secrets" |
| Daty wydań | | | - Odcinki: - "You Never Give Me My Money" - "Papa's Got a Brand New Friend" - "Promma Mia" - "He Could Be The One" (godzinny, z alternatywnym zakończeniem) - "Miley Says Goodbye? Part 1" - "Miley Says Goodbye? Part 2" - "Sister Secrets" |
| Region 1 | Region 2 | Region 4 | - Odcinki: - "You Never Give Me My Money" - "Papa's Got a Brand New Friend" - "Promma Mia" - "He Could Be The One" (godzinny, z alternatywnym zakończeniem) - "Miley Says Goodbye? Part 1" - "Miley Says Goodbye? Part 2" - "Sister Secrets" |
| 9 marca 2010 (USA/CAN) | niewydane | niewydane | - Odcinki: - "You Never Give Me My Money" - "Papa's Got a Brand New Friend" - "Promma Mia" - "He Could Be The One" (godzinny, z alternatywnym zakończeniem) - "Miley Says Goodbye? Part 1" - "Miley Says Goodbye? Part 2" - "Sister Secrets" |